# Identidad, Tradición, Soberanía
Identidad, Tradición, Soberanía fue un grupo político de extrema derecha con veinte diputados en el Parlamento Europeo (PE), como fruto de la Declaración de Viena. Este grupo se formó en enero de 2007. Su presidente fue Bruno Gollnisch, y algunos de los eurodiputados del grupo fueron Jean-Marie Le Pen, Alessandra Mussolini y Marine Le Pen.
El grupo parlamentario fue disuelto el 15 de noviembre de 2007 al perder la cuota mínima de 20 diputados que exige el Parlamento Europeo. Esto se debió a la salida de los 5 eurodiputados rumanos del Partido de la Gran Rumanía, a causa de un impasse con la eurodiputada Alessandra Mussolini que en unas declaraciones tras el asesinato de una mujer italiana por unos rumanos afirmó que los rumanos eran criminales.
A continuación, varios de los restantes partidos miembros del grupo formaron la alianza Euronat, que, sin embargo, no cumple los requisitos mínimos para ser reconocido como partido político europeo o para formar un grupo parlamentario en el PE.

## Miembros
| Partido                                         | Estado      | Eurodiputados | Votos |
| Partido de la Libertad de Austria               | Austria     | 1             | 6.31% |
| Interés Flamenco                                | Bélgica     | 3             | 14.3% |
| Unión Nacional Ataque                           | Bulgaria    | 3             | 14.2% |
| Frente Nacional                                 | Francia     | 7             | 9.8%  |
| Alternativa Social                              | Italia      | 1             | 1.2%  |
| Llama Tricolor                                  | Italia      | 1             | 0.7%  |
| Partido de la Gran Rumanía                      | Rumania     | 5             |       |
| ex-Partido por la Independencia del Reino Unido | Reino Unido | 1             |       |